# NGC 20
NGC 20 là một thiên hà hình hạt đậu nằm trong chòm sao Tiên Nữ.